# سیرتلانوو (شهرستان ملئوزوفسکی، باشقیرستان)
سیرتلانوو (انگلیسی: Syrtlanovo, Meleuzovsky District, Republic of Bashkortostan) یک شهرک در شهرستان ملئوزوفسکی استان باشقیرستان کشور روسیه است.